# Gustaf Lindström (läkare)
Gustaf Axel Lindström, född den 27 oktober 1882 i Norrköping, död den 23 mars 1960 i Örnsköldsvik, var en svensk läkare.
Lindström avlade medicine licentiatexamen vid Karolinska institutet i Stockholm 1917. Han var tillförordnad assistent och tillförordnad laborator vid Statens bakteriologiska laboratorium 1917–1919, ordinarie laborator där 1919–1921, amanuens vid Serafimerlasarettets medicinska klinik 1922–1925, konsulterande läkare för elektrokardiografi vid Provisoriska sjukhuset och Maria sjukhus 1922–1924 samt underläkare vid Furs sanatorium 1925–1926. Lindström promoverades till medicine doktor 1927. Han var lasarettsläkare i Örnsköldsvik 1928–1947. Lindström publicerade arbeten om blodet och dess sjukdomar. Han blev riddare av Nordstjärneorden 1944.